# John Frost (General)

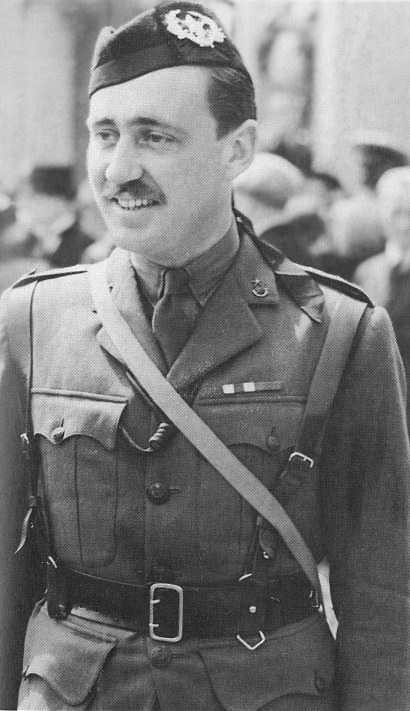
John Frost während des Zweiten Weltkrieges

John Dutton „Johnny“ Frost (* 31. Dezember 1912 in Pune, Indien; † 21. Mai 1993 in West Sussex, England) war ein britischer Generalmajor, der durch die Operation Market Garden berühmt wurde.

## Leben
Frost verbrachte die ersten Jahre seines Lebens in Indien, bis seine Eltern mit ihm 1914 ins Vereinigte Königreich zogen. Sein Vater kämpfte im Ersten Weltkrieg in Frankreich, wo er den Orden Military Cross bekam. Danach wurde sein Vater nach Mesopotamien versetzt, woraufhin der Rest seiner Familie mit Frost nach Indien zurückkehrte und dort Arabisch lernte.
Frost absolvierte ab 1921 im Vereinigten Königreich die Offizierschule Royal Military Academy Sandhurst. Er wurde 1938 im Irak stationiert und diente dort auch noch, als der Zweite Weltkrieg begann.
Frost trat dem neu geformten Special Air Service (SAS) bei und kämpfte im Tunesienfeldzug, auf Sizilien und im Italienfeldzug. Außerdem zeichnete sich Frost bei der Operation Biting (Überraschungsangriff auf Bruneval an der französischen Küste) aus, dem ersten erfolgreichen britischen Einsatz von Fallschirmjägern, bei der er als Major die C-Kompanie des 2. Bataillon des Fallschirmjägerregiments leitete.
Während der Operation Market Garden diente er als Oberstleutnant in der britischen 1st Airborne Division. Als Kommandeur des 2. Fallschirmjägerbataillons unterstanden ihm 740 leichtbewaffnete Männer, die die Aufgabe hatten, die Brücke über den Niederrhein in Arnheim einzunehmen und so lange zu halten, bis die von Süden anrückenden Panzer des XXX. Korps Arnheim erreichten. Nach der erfolgten Landung am 17. September 1944 bei Wolfheeze, ungefähr zehn Kilometer nordwestlich von der Brücke, marschierte Frost mit seinen Männern, ohne auf weitere Verstärkung zu warten, Richtung Arnheim. Da die Briten kaum deutsche Gegenwehr erwarteten, wurden sie von der Kampfstärke der deutschen Einheiten überrascht. Das Bataillon konnte die nördliche Seite der Brücke einnehmen und auch eine Zeit lang verteidigen. Dabei starb Frosts Freund und Stellvertreter Major Wallis in den Kampfwirren durch „friendly fire“. Frost und seine Männer wurden nach vier Tagen Kampf von deutschen Einheiten überwältigt und gefangen genommen. Er wurde als Kriegsgefangener in Spangenberg bei Kassel und später in einem Krankenhaus in Obermaßfeld festgehalten. Als das Gebiet im März des Jahres 1945 von US-amerikanischen Truppen eingenommen wurde, konnte er befreit werden.

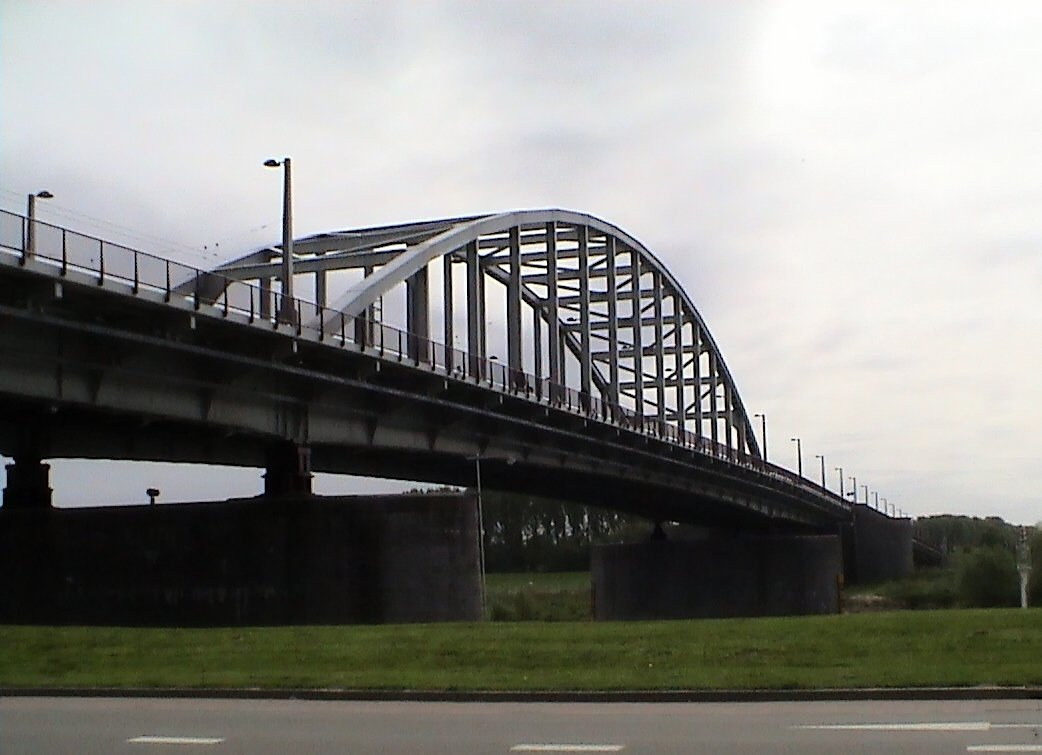
Die John-Frost-Brücke über den Rhein bei Arnheim

Frost lernte seine spätere Ehefrau Jean MacGregor Lyle im Nahen Osten kennen, die Teewagen bei der 1. Airborne Division fuhr. Die beiden heirateten an Frosts 35. Geburtstag, dem 31. Dezember 1947, und bekamen einen Sohn und eine Tochter. Frost schied 1968 als Generalmajor aus der Armee aus und war mit dem Order of the Bath, dem Distinguished Service Order und dem Military Cross ausgezeichnet worden.
Mit seiner Frau zog Frost in den 1970er Jahren auf eine Farm in Liphook, Hampshire, um dort Schlachtvieh zu züchten. Anfangs war die Farm in einem schlechten Zustand, aber John und Jean restaurierten sie und waren in der Lage, die Farm gut zu führen. Frost steuerte eine Karriere in der Lokalpolitik, bei seinem alten Freund Freddie Gough, an und wurde 1982 stellvertretender Statthalter von West Sussex.
Seine Rolle während der Operation Market Garden wurde im Bestseller A Bridge Too Far von Cornelius Ryan festgehalten, verfilmt mit Anthony Hopkins als John Frost als Die Brücke von Arnheim. Frost beteiligte sich 1976 an den Dreharbeiten des Films, da er als militärischer Berater für die Arnheimszenen zuständig war.
Frost besuchte regelmäßig die Gedenkstätte zur Schlacht von Arnheim im Airborne Museum Hartenstein in Oosterbeek. Hier ist auch sein Jagdhorn zu besichtigen, mit dem er seine Männer zu sammeln pflegte.
Am 16. September 1978 wurde die Rheinbrücke bei Arnheim zu seinen Ehren in John-Frost-Brücke umbenannt.
Frost selber schrieb zu seinen Erlebnissen bei Arnheim den Roman A Drop Too Many, der 1978 veröffentlicht wurde. Zudem schrieb er 1983 2 PARA Falklands: The Battalion At War, ein kritisches Buch über die Schlacht an der Wireless Ridge während des Falklandkriegs. Seine Autobiografie mit dem Namen Nearly There wurde 1991 veröffentlicht.

## Auszeichnungen
- Companion of the Order of the Bath (CB)
- Distinguished Service Order mit Spange (DSO and Bar)
- Military Cross (MC)
- 1978 wurde die Rheinbrücke bei Arnheim nach ihm benannt

## Veröffentlichungen
- A Drop Too Many. Leo Cooper, 1978, ISBN 0-85052-391-5.
- 2 PARA Falklands: The Battalion At War. Buchan & Enright, London 1983, ISBN 0-907675-12-3.
- Nearly There. Leo Cooper, 1991, ISBN 0-85052-232-3.